# Carl Ipsen
Carl Ipsen (* 25. Februar 1866 in Mediasch; † 24. April 1927 in Bad Gastein) war ein Mediziner.

## Leben
Carl Ipsen stammte aus kleinbürgerlichen Verhältnissen. Er besuchte das Gymnasium im siebenbürgischen Mediasch und legte 1884 das Abitur mit dem besten Ergebnis seines Jahrgangs ab. Anschließend studierte er in Innsbruck, München und Prag Medizin. Seit dem Studium gehörte er der Innsbrucker akademischen Burschenschaft Germania an. Ab 1888 war er Assistent am gerichtlichen medizinischen Institut Innsbruck unter Julius Kratter, 1891 schloss er sein Studium dort auch mit der Promotion ab.
Im Folgejahr folgte er Kratter nach Graz, wo er sich 1894 im Fach gerichtliche Medizin habilitierte. Im Oktober 1894 ging er zurück nach Innsbruck und wurde Leiter des dortigen gerichtlich-medizinischen Institutes, 1899 wurde er Ordinarius und 1905/06 erstmals Dekan der medizinischen Fakultät, beides ebenda. 1908/09 war er Rektor der Universität, 1911/12 ein weiteres Mal Dekan. Ab 1918 gehörte er dem Akademischen Senat an. Ferner war er ab 1909 ordentliches Mitglied des Obersten Sanitätsrates in Wien und ab 1919 Mitglied der Kaiserlich Deutschen Akademie der Naturforscher (Leopoldina) zu Halle.
Ipsen verfasste zahlreiche forensische Gutachten. Er war 1904 Mitbegründer der Deutschen Gesellschaft für Gerichtliche Medizin. In den Jahren 1901 bis 1907 war er Präsident des Deutschen und Österreichischen Alpenvereins und war Mitglied der Sektion Innsbruck. Ferner war er eine der führenden Personen in der nationalen Bewegung in Tirol und zeitweise auch Obmann des Alldeutschen Verbandes.
Carl Ipsen hatte drei Töchter und zwei Söhne, er war der Vater des Soziologen Gunther Ipsen. Nach Carl Ipsen wurde ein Chor benannt, der 2009 anlässlich der Bestattung von Körperspenden in Münster gegründet wurde.